# 丸八ホールディングス
株式会社丸八ホールディングス（まるはちホールディングス、英称:Maruhachi Holdings Co., Ltd.）は、神奈川県横浜市に本店を置く寝具・リビング用品事業を行う持株会社である。名古屋証券取引所メイン市場単独上場銘柄。
株式会社丸八真綿（まるはちまわた、英称:Maruhachi Mawata Co., Ltd.）は神奈川県横浜市に本店を置き関連子会社を統括する大手寝具メーカー、丸八真綿グループの中心会社。組織再編により株式会社丸八ホールディングスの子会社となる。通称として、布団のマルハチなどと呼ばれる。ロゴタイプでは「丸八眞綿」「maruhati」と表記している。

## 概要
丸八真綿は1962年、発祥の地で現在の静岡県浜松市に株式会社丸八織物寝具部として会社を設立。1969年に株式会社丸八真綿（現社名）に商号変更。1977年より高見山大五郎を起用したテレビCMを開始して話題となる。主に羽毛ふとん、羊毛ふとん、ベッドなど、寝装寝具の訪問販売で事業を拡大。現在は法人向け営業や寝具のレンタル・クリーニングなど、寝具を中心に広く事業展開を行っているグループ会社。2008年に会社新設分割で営業部門や製造部門などの事業会社を設立し持株会社制へ移行。2016年には名古屋証券取引所市場第二部に単独上場した。創業者は岡本八二と岡本一八。
なお、愛知県名古屋市にある丸八証券とは無関係である。

## 組織
丸八真綿グループは、持株会社の株式会社丸八ホールディングスを中心に、法人営業系子会社を統括しクレジット事業と資産管理を主な事業とする株式会社丸八真綿、製造系子会社を統括し不要ふとんを処理するためのリサイクルセンターを備えた株式会社丸八プロダクト、訪問販売系子会社を統括し顧客対応窓口のお客様相談室を持つ株式会社丸八真綿販売の主体3社と、訪問販売による営業活動を行なう各販売会社、商品の製造やふとんのクリーニングを行う株式会社丸八製造、その他法人向け販売事業を行う株式会社マルハチプロなどの各事業会社で構成される。各販売会社は各地の有力資本などではなく、過去に訪問販売で実績を残した社員が代表に就くケースが多い。
丸八真綿グループでは全国の数箇所に直営の販売店を設けているほか、近年はふとんのクリーニングやレンタルなど寝具関連サービスを中心にインターネットでの販売も行なっている。

### グループ会社
- 株式会社丸八真綿
- 株式会社丸八プロダクト
- 株式会社丸八真綿販売
- 株式会社まるはちハピネス
- 株式会社丸八ダイレクト

(その他20社)

## 主な販売事業
丸八真綿グループの販売事業は、寝装寝具のクリーニング業務や訪問販売を主軸とする他、ホテル旅館等の法人向け販売や、百貨店・量販店・専門店・通販等への卸販売も行っている。またインターネットによる寝具の販売、保育園や宿泊施設などの法人や個人へのレンタル・リース・クリーニングなど幅広く寝具関連サービスの提供を行っている。さらに直営店舗を東京都の世田谷区、静岡県の浜松市に構えている。

## 営業拠点
- 神奈川本社：〒222-0033　横浜市港北区新横浜3-8-12 7F
- 北海道営業所：〒003-0805　札幌市白石区菊水5-2-3-20
- 宮城営業所：〒982-0007　仙台市太白区あすと長町3-3-40
- 栃木営業所：〒321-0982　栃木県宇都宮市御幸ヶ原町81-7
- 群馬営業所：〒371-0024　群馬県前橋市表町1-31-1
- 静岡営業所：〒410-2501　静岡県伊豆市下白岩7-3
- 愛知営業所：〒465-0045　名古屋市名東区姫若町25
- 大阪営業所：〒564-0063　大阪府吹田市江坂町1-10-8
- 岡山営業所：〒704-8162　岡山市東区豊田730-9
- 広島営業所：〒733-0012　広島市西区中広町2-14-8
- 香川営業所：〒760-0079　香川県高松市松縄町31-6-VI-3
- 福岡営業所：〒816-0093　福岡市博多区那珂1-17-7
- 鹿児島営業所：〒890-0008　鹿児島県鹿児島市伊敷3-23-5

## 寝具用シリーズ
- ソワリーシリーズ
  - クアドラート 羽毛掛けふとん
- セレクトンシリーズ
  - クレールマタン 羽毛掛けふとん
  - スイートローズ 羽毛掛けふとん
- ブルーシリーズ
  - ブルースリープ2 羽毛掛けふとん
- ニュートレンド　
  - フラワーガーデン 羽毛掛けふとん
- ケット
  - オーラインナーケット
  - キュールケット

## 保有工場
- 浜松工場
- 大久保工場
- 磐田工場（ふとんクリーニング専用工場）
- 袋井リサイクルセンター　不要ふとんの枚数に応じて、中央共同募金会に寄付をする活動を行っている。
- ラオス工場（海外）

羽毛は東欧・中国・アメリカ・カナダなどから、羊毛、ムートンはフランス、オーストラリア、ニュージーランドなどから集めている。

## 評価と批判

### 偽装請負問題
2019年6月25日、丸八グループのダイレクトセールス会社であるハッチーニ丸八の大宮支店の元正社員ら16人が、同社と親会社を相手取り、過去10年分の経費など計約1億7800万円の返還と正社員身分への復帰を求めて、さいたま地方裁判所に提訴した。原告は、1990年から2012年の間にハッチーニ丸八の正社員から業務委託契約に切り替えられ、営業車のリース代やガソリン代、事務手数料などを負担することになった。その一方で「（1）商品の販売価格は指示され自由に決められない。（2）正社員と同様に朝礼に参加しなければいけない。（3）午後5時までに営業時間を終わらせないよう指示が出ていた。（4）営業現場への直行・直帰が認められない。（5）出張販売などへの参加が義務」と詳細な業務命令が与えられていた。原告らのコメントによると「会社に転勤か退社か強要され、代理店契約を結ばされた」「手取りがゼロだったり、月の売り上げが経費を下回るマイナス状態になることもあった」「例えば、フルタイムで週5〜6日働くある原告の場合、2018年11月から2019年4月までの6カ月間の賃金が、計28万2273円にとどまった。月給換算で4万7045円となった」という。

### 高齢者への高額販売疑惑とクーリングオフ制度
販売業者が、高齢者を集会場や会議室等に集め、最初は無料の商品や安い商品を渡し、その後雰囲気の高まったところで、布団を高額な値段で売るトラブルが発生している。これは催眠商法と呼ばれる。
丸八では「丸八からの委託訪問を装い、法外な請求や詐欺を行う悪質なニセ丸八営業が横行している」と注意を呼びかけている。一方で、通常は訪問販売による契約はクーリングオフの適用対象となるが、丸八では法定期間より2日長い10日間の独自のクーリング・オフ期間を設けている。

### クーリングオフ期間を過ぎた返品
クーリングオフ期間を過ぎた契約であっても、弁護士や司法書士、行政書士、消費者センターなどを通す前に、一度お客様相談室（0120-4649-08）へ電話した方が良い。
明らかに契約者（顧客側）に落ち度があった場合でも、相当な月日が経っている場合でも「無条件とはいかなかったが、解約してもらえた」等という体験談はネット上で散見出来る。

## 過去のテレビコマーシャル
1970年代に大相撲の高見山（後の12代目東関親方）を起用したテレビコマーシャルで「二倍二倍!」のキャッチコピーとともに話題となった。以降、企業ブランディングおよび顧客との話題作りとして、三船敏郎、桂三枝、郷ひろみ、内田有紀、浅野ゆう子、中山エミリ、えなりかずき、樹里など、主婦や中高年の好感度を得やすい芸能人をテレビコマーシャルに起用してきた。
- 武家屋敷風の部屋に入る高見山が布団に入る様子を映したもの - 最後は高見山が電気を消し忘れるというオチで終わる。
- ヒツジの着ぐるみを着たもの - バックでは「メリーさんの羊」の替え歌となる「ジェシーの羊」が流れていた（羊毛パッド）。ちなみに「ジェシー」とは高見山の本名でニックネームでもある。
- 布団で寝ている子供たちと共演したもの - この中で「あったか布団で夢いっぱい」という高見山の言葉が入る。また、このコマーシャルには、Every Little Thingの持田香織が出演しており、持田が出演する番組で取り上げられた。
- 丸八の販売員に扮した郷ひろみが、お客様役の浅野ゆう子に対して自社の商品をアピールするもの - 郷が丸八の布団の肌ざわりの良さを浅野にアピールする際に「私の妻も(丸八の布団の肌ざわりを)気にいっております」と説明する。
- 提供クレジットでは丸八真綿のほか、丸八グループ・Hatchi・ファートンなどとして使われていたことがあった。

2024年5月9日より、関東地区限定でテレビコマーシャルを再開した。このCMはホームページでも見ることができる。

## 提供番組
- クイズ悪魔のささやき（TBSテレビ）
- 関口宏の東京フレンドパークII（TBSテレビ）
- どうぶつ奇想天外!（TBSテレビ）
- お天気ネットワーク（TBSテレビ）
- JNNニュースデスク（TBSテレビ）
- 木曜洋画劇場（テレビ東京）
- 笑点（日本テレビ）
- 午後は○○おもいッきりテレビ（日本テレビ）
- ルックルックこんにちは（日本テレビ）
- NNNきょうの出来事（日本テレビ、日曜は一部地域でスポンサー差し替え）
- NNNライブオンネットワーク（日本テレビ）
- ANNニュースファイナル（テレビ朝日）
- ニュースステーション（テレビ朝日）
- 欽ちゃんのどこまでやるの!?(テレビ朝日)
- FNNニュースレポート6:00→FNNスーパータイム（フジテレビ）

## 店舗
- 丸八真綿 SLEEP-LABO世田谷店
- 陽だまり工房　大久保工場店（浜松市中央区）
- 陽だまり工房　船越本店（浜松市中央区）